# Clan Ikeda

Emblema (mon) del clan Ikeda.

El clan Ikeda (池田氏 Ikeda-shi) fue un clan japonés descendiente de la rama Seiwa Genji. En el período Edo, varias ramas familiares eran familias de daimios, como las de los dominios de Tottori y Okayama. 
Takamasa Ikeda , exlíder de la casa de Okayama Ikeda era marido de Atsuko Ikeda, cuarta hija del emperador Showa. El clan tuvo líderes famosos como Ikeda Terumasa.
- Datos: Q2975277
- Multimedia: Ikeda clan / Q2975277